# Böddensell
Böddensell è una frazione tedesca del comune di Flechtingen, nel land della Sassonia-Anhalt.
Fino al 31 dicembre 2009 ha costituito un comune autonomo.